# Nando Muñoz
Fernando "Nando" Muñoz García (født 30. oktober 1967 i Sevilla, Spanien) er en spansk tidligere fodboldspiller (midterforsvarer). Han spillede otte kampe for Spaniens landshold.
Muñoz startede sin karriere hos Sevilla FC i sin fødeby, inden han i 1990 skiftede til FC Barcelona. Her vandt han to spanske mesterskaber samt Mesterholdenes Europa Cup finale 1992. Herefter blev han solgt direkte til Barcelonas ærkerivaler Real Madrid, og er dermed en del af en meget lille gruppe spillere, som er skiftet direkte mellem de to El Clásico-klubber. 

## Titler
La Liga
- 1991 og 1992 med FC Barcelona
- 1995 med Real Madrid

Copa del Rey
- 1993 med Real Madrid
- 2000 med Espanyol

Supercopa de España
- 1993 med Real Madrid

Mesterholdenes Europa Cup
- 1992 med FC Barcelona